# Кумедні закони
Кумедними законами (або безглуздими, від слів курйоз, безглуздість) називають положення чинних законів різних країн, які, на загальну думку, є абсурдними в силу різних причин. Загалом, причина виникнення таких законів така, що коли створювалися вони можливо і мали актуальність, але через певний час втратили будь-який сенс. Такі закони часто піддаються глузуванню і критиці. Однак деякі безглузді закони можуть мати своїх прихильників. Перш за все це стосується законів, що забороняють поведінку, яку прихильники подібної заборони вважають аморальною.
Звичайно, природа терміну "кумедні закони" не є правовою, походження його лежить здебільшого в 
етично-моральній площині, в дотриманні історичних звичаїв соціуму. На перше місце тут висувається етнічна (общинна) самобутність, а не актуальні виклики часу.
Віддіючи належне традиціям законотворці деяких країн іноді забувають про основне покликання 
Закону як правової норми - регулювати найважливіші суспільні відносини, утверджуючи повагу до права та влади. З іншого боку найбільше розповсюдження кумедні (абсурдні) закони набули в країнах з високим рівнем правосвідомісті населення, що частково свідчить про суто декларативний їх характер.
Більшість безглуздих законів створюються в країнах, де є прецедентне право. В США існують десятки товариств, які борються за скасування так званих «тупих законів» (англ. dumb laws).